# Gerenia (insecto)
Gerenia es un género de saltamontes de la subfamilia Catantopinae, familia Acrididae, y está asignado a la tribu Gereniini. Este género se distribuye en Asia (India e Indochina).

## Especies
Las siguientes especies pertenecen al género Gerenia:
- Gerenia abbreviata Brunner von Wattenwyl, 1893
- Gerenia ambulans Stål, 1878
- Gerenia bengalensis Bhowmik & Halder, 1984
- Gerenia dorsalis (Walker, 1870)
- Gerenia intermedia Brunner von Wattenwyl, 1893
- Gerenia kongtumensis Mistshenko & Storozhenko, 1990
- Gerenia obliquinervis Stål, 1878
- Gerenia pustulipennis (Walker, 1871)
- Gerenia selangorensis Miller, 1935
- Gerenia thai Storozhenko, 2009
- Gerenia waterhousei (Bolívar, 1917)